# Where Quality is Job Number 1
Where Quality is Job # 1 is een dubbelzijdige ep van de Canadese punkband Propagandhi. Het werd uitgegeven door Recess Records in 1994 en bevat vroege demo's en liveopnames van de band.
In plaats van de zijdes van de plaat te organiseren op alfabetische volgorde met de letters A, B, C, en D, koos Propagandhi voor de letters "F", "U", "C", en "K Off".

## Nummers
F
1. "Die for the Flag" - 4:01
2. (gitaarsolo zonder titel) - 1:01

U
1. "Degrassi Jr. High Dropouts" 0:04
2. "Bent" - 2:30
3. "Greenest Eyes (live)" - 1:03
4. "Who Will Help Me Bake This Bread? (live)" - 2:39

C
1. "Kill Bill Harcus" - 1:12
2. "Support Gun Control...Kill a Hunter" - 1:48
3. "Hidden Curriculum" - 1:04

K Off
1. "Gov't Cartoons (live)" - 3:43
2. "Leg-Hold Trap (live)" - 2:58